# San Cristovo das Viñas

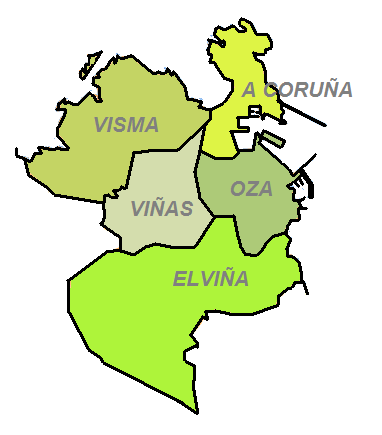
La parròquia de San Cristovo das Viñas es troba a l'oest del terme municipal de la Corunya.

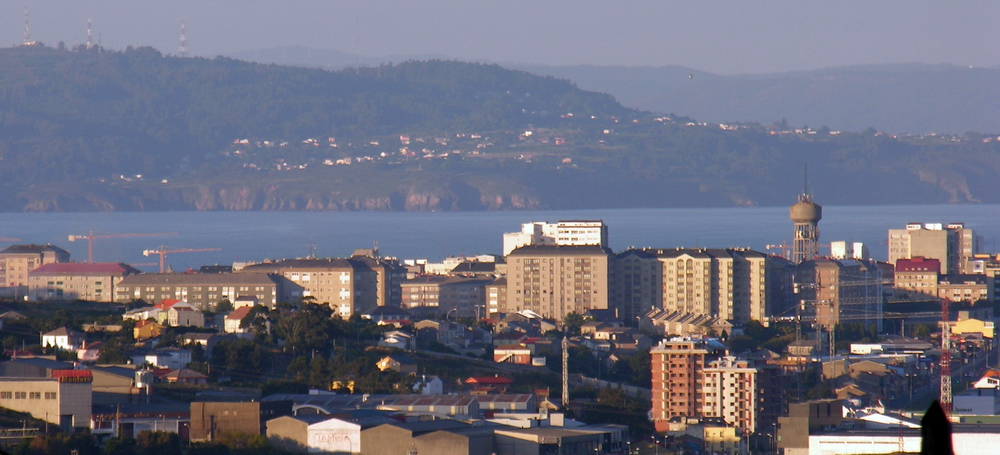
Vista parcial.

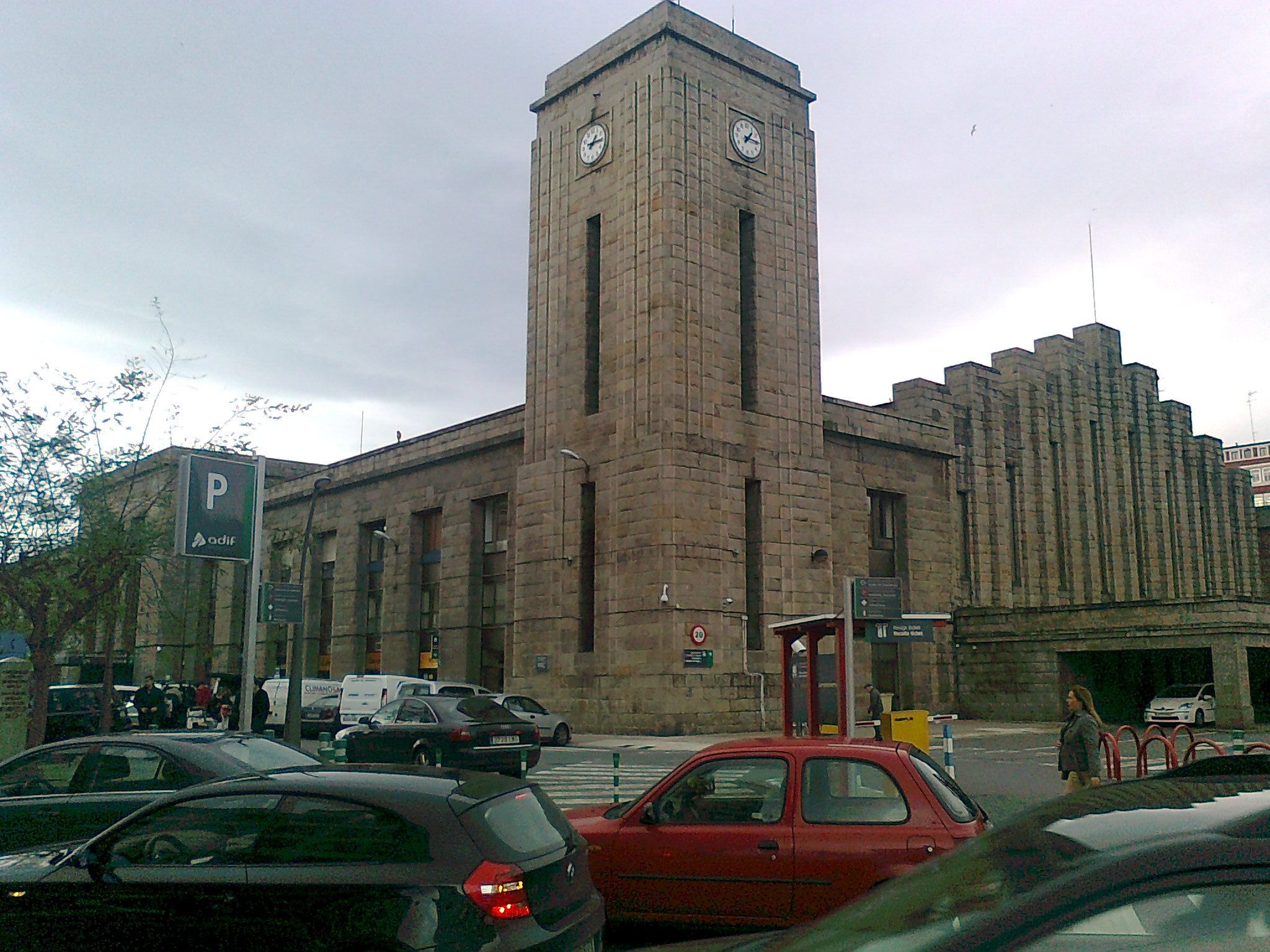
Estació de San Cristovo.

San Cristovo das Viñas és una de les cinc parròquies que formen el municipi de la Corunya, a Galícia. Està situada a l'oest del terme municipal i va pertànyer al municipi d'Oza fins al 1912, any en què aquest és annexionat al de la Corunya.

## Història
Després de l'aprovació de la Constitució espanyola de 1812 i la creació dels ajuntaments constitucionals, la parròquia de San Cristovo das Viñas es va integrar al municipi d'Oza juntament amb les parròquies de San Pedro de Visma, San Vicenzo de Elviña i Santa María de Oza. El 1912, el municipi de la Corunya va annexionar el municipi d'Oza i San Cristovo das Viñas va passar a ser una de les cinc parròquies de la Corunya.

## Demografia
L'any 2014 tenia 5.443 habitants repartits entre 16 entitats de població: A Grela, O Birloque, O Bosque, A Cabana, Cances, A Cova, Fontenova, Laxes de Orro, Lonzas, O Martinete, A Moura, As Rañas, San Cristovo das Viñas, San Xosé, Someso i A Silva. Bona part dels barris de la parròquia formen part de la trama urbana de la ciutat de la Corunya i, per tant, no es tenen en compte en el cens de població anterior.

## Llocs d'interès
- Estació d'A Coruña
- Església de San Cristovo das Viñas
- Cruceiro